# Pontiak
I Pontiak sono un gruppo musicale statunitense originario delle Blue Ridge Mountains nello stato della Virginia composto da tre fratelli nati a Washington: Jennings Carney (1978, organo, basso), Van Carney (1980, voce, chitarra) e Lain Carney (1982, batteria).

## Storia
Il gruppo si è formato nel 2004 ed ha esordito come Pontiak nel 2005, dopo che i tre fratelli avevano collezionato alcune collaborazioni in svariati progetti.
In uno studio allestito presso la fattoria di famiglia, vengono concepiti l'EP White Buffalo e l'album di debutto Valley od Carts (pubblicato nel 2006), entrambi editi dalla Fireproof Records.
Nel 2007 viene pubblicato Sun On Sun (Fire Proof Records). Pochi mesi dopo è la volta di uno split condiviso con un gruppo di Baltimora, gli Arbouretum. Il titolo dell'EP è Kale (Thrill Jockey) e contiene tre cover di John Cale.
Nel 2009 il gruppo rilascia Maker, un album in cui ripropone il collaudato mix di rock, blues, musica psichedelica e hard rock. 
Nello stesso anno viene pubblicato (in vinile ed in edizione limitata) Sea Voids, opera di trenta minuti in cui il gruppo si approccia anche al folk e allo shoegaze.
Nel 2010 esce Living, caratterizzato di una forte matrice di rock-blues elettrico. Pochi mesi più tardi, nel 2011, pubblicano Comecrudos, album scritto vicino ad un vulcano sulle sponde del Rio Grande. L'album è stampato in sole mille copie ed è strutturato come un viaggio compiuto in automobile dall'Arizona al Texas.
Nell'aprile 2012 è la volta di Echo Ono.

## Discografia

### Album
- 2006 - Valley of Cats (Fireproof Records)
- 2007 - Sun on Sun (Fireproof Records, ripubblicato da Thrill Jockey nel 2008)
- 2009 - Maker (Thrill Jockey)
- 2009 - Sea Voids (Thrill Jockey)
- 2010 - Living (Thrill Jockey)
- 2012 - Echo Ono (Thrill Jockey)
- 2014 - Innocence (Thrill Jockey)
- 2017 - Dialectic of Ignorance (Thrill Jockey)

### EP
- 2005 - White Buffalo (Fireproof Records)
- 2008 - Kale con gli Arbouretum (Thrill Jockey)
- 2011 - Comecrudos (Thrill Jockey)